# Дитя Понеділка
« Дитя Понеділка » (англ. Monday's Child) —  одна з багатьох пісень-ворожінь, популярних як дитячі віршики. Передбачається, що він розповідає про характер або майбутнє дитини з дня її народження та допомагає маленьким дітям запам’ятати сім днів тижня. Як і в усіх дитячих віршиках, існує багато версій. Він має номер Індексу Народних Пісень Роад 19526.

## Тексти пісень
Понеділкова дитина має гарне обличчя,
Дитина вівторка сповнена благодаті.
Дитина середи сповнена горя,
Дитині четверга ще далеко.
Дитина п'ятниці любить і дарує,
Суботня дитина тяжко працює на життя.
І дитина, народжена в день недільний,
Він добрий і веселий, добрий і веселий. 

## Походження
Ця рима була вперше записана в «Традиціях Девонширу» А. Е. Брея (том II, стор. 287–288) у 1838 році та був зібраний Джеймсоном Орчардом Холлівеллом у середині 19 століття. Традиція ворожіння за днями народження набагато давніша. Томас Неш пригадав історії, розказані дітям у Саффолку в 1570-х роках, у яких говорилося про те, «яка удача повинна бути у Еврі [ кожного ] до дня тижня, коли він народився». Таким чином, Неш надає докази того, що віршики такого типу були поширені в Саффолку в 1570-х роках.
Були значні розбіжності та дискусії щодо точних атрибутів кожного дня та навіть днів. У Холлівелла було «Різдво» замість суботи. На відміну від сучасних версій, у яких «дитина середи сповнена горя», раннє втілення цієї рими з’явилося в багаточастинній вигаданій історії в розділі, опублікованому в Harper's Weekly 17 вересня 1887 року, в якому «дитина п’ятниці сповнена горя». », можливо, відображаючи традиційні забобони, пов’язані з невдачею в п’ятницю, оскільки багато християн асоціювали п’ятницю з Розп’яттям. Долі дітей четверга та суботи також помінялися, і дитина неділі є «щасливою та мудрою», а не «благодатною та доброю». 

## Музика
Риму встановив Джон Раттер для хору а капела у збірці Five Childhood Lyrics, вперше опублікованій у 1974 році.

## Дивіться також
- Дитя долі